# Matthias Koeberlin
Matthias Koeberlin (Mainz, 28 de Março de 1974) é uma a(c)tor alemão.
Depois de terminar os seus estudos secundários, começou a estudar na universidade de Potsdam (1994). Mais tarde, actuou no teatro de Babelsberg.
Na televisão, iniciou a sua carreira com um papel permanente nos primeiros capítulos da série alemã "In aller Freundschaft". Devido à sua interpretação no filme de Ben, na série televisiva "Ben y Maria", foi distinguido em 2000 com o Guenter Strack Fernsehpreis.
Vive em Berlim.

## Filmografia
- Der Stellvertreter (2001)
- Julietta (2000)
- Tatort - Schatten (2002)
- Liebesau - Die andere Heimat (2001)
- Ben & Maria - Liebe auf den zweiten Blick (1999)
- Das Jesus Video (O enigma de Jerusalém) (2002)
- Deutschmänner (2005)
- Tornado: Der Zorn des Himmels (2006)
- Der geheimnvole schatz von Troja (2007)